# 四棱草属
四棱草属（学名：Schnabelia）是唇形科下的一属，为多年生草本植物。该属共有四棱草（Schnabelia oligophylla）等2种，分布于中国南部和西南部。